# Cei 28 ai lui Panfilov
Cei 28 ai lui Panfilov (în rusă 28 панфиловцев, transliterat: 28 panfilovțev) este un film de război din 2016 despre Al Doilea Război Mondial, bazat pe o legendă (sau propagandă sovietică) despre un grup de soldați – cei 28 de bărbați ai lui Panfilov (panfiloviții)– care au oprit și distrus în mod eroic tancurile germane care se îndreptau spre Moscova. Are loc pe Frontul de Răsărit al celui de-Al Doilea Război Mondial și descrie operațiuni ale Diviziei 316 de pușcași de gardă în timpul Bătăliei de la Moscova din 1941.
În limba engleză este cunoscut ca Panfilov's 28 Men. Pe DVD, este cunoscut și sub numele de Battle for Moscow sau Thunder of War în distribuția nord-americană.
Filmul este regizat de Kim Drujinin și Andrei Șalopa, produs de 28 Panfilovțev (Двадцать восемь панфиловцев) și Gaijin Entertainment. Inițial filmul a folosit crowdfunding; mai târziu, a fost susținut financiar de guvernul Rusiei și al Kazahstanului împreună cu compania de dezvoltare a jocurilor video Gaijin Entertainment. Premiera a avut loc la Volokolamsk lângă Moscova la 16 noiembrie 2016 și în toată Rusia la 24 noiembrie 2016.
Scenariul a fost scris de Andrei Șalopa în 2009, iar echipa de producție a încărcat o reclamă trailer a filmului pe platforma de crowdfunding Boomstarter, căutând finanțatori. „Va fi un film despre eroii sovietici. Vom descrie bătălia de lângă Dubosekovo⁠(d) (lângă Volokolamsk), care a rămas în istorie ca fapta celor 28 de oameni ai lui Panfilov”. Campania de crowdfunding a avut succes, iar filmul a strâns 3 milioane de ruble din cele 300 de mii planificate. Până la premieră, filmul a strâns 34,7 milioane de ruble.
În mai 2014, Gaijin Entertainment, compania rusă de dezvoltare a jocurilor, cunoscută pentru jocul său War Thunder, s-a alăturat finanțării. În decembrie 2014, filmul a câștigat un grant de 30 de milioane de ruble din partea Ministerului Culturii din Rusia, iar mai târziu Ministerul Culturii și Sportului din Kazahstan a adăugat încă 287 de mii de dolari americani.
Colectarea de bani, producția și închirierea filmului au însoțit o discuție viguroasă despre autenticitatea sa istorică în blogosfera rusă și mass-media. Filmul a fost primit pozitiv, cu încasări totale în țările CSI de 384 de milioane de ruble și a ajuns cel mai bun film al anului, conform rezultatelor sondajului VCIOM (ВЦИО́М). În Rusia și Belarus, la premieră, a pierdut locul 1 doar în fața filmului Animale fantastice și unde le poți găsi.

## Rezumat
URSS, sfârșitul lunii noiembrie 1941. Pe baza relatării reporterului Vasili Koroteev care a apărut în ziarul Armatei Roșii, Krasnaia Zvezda, la scurt timp după Bătălia de la Moscova, aceasta este povestea celor Douăzeci și opt de oameni ai lui Panifilov, un grup de douăzeci și opt de soldați din divizia 316 de pușcași (mai târziu a 8-a de Gardă) a Armatei Roșii. Divizia de pușcași, sub comanda generalului Ivan Panfilov⁠(d), care a oprit înaintarea spre Moscova a unei coloane de cincizeci și patru de tancuri germane și sute de trupe de infanterie care au păzit flancurile tancurilor Diviziei a 11-a Panzer timp de câteva zile. Deși înarmați doar cu puști de infanterie Mosin-Nagant standard și mitraliere DP și PM-M1910, toate inutile împotriva tancurilor, și cu grenade antitanc RPG-40 și puști antitanc PTRD-41⁠(d), au luptat neobosit și sfidător, cu curaj neobișnuit și dăruire neclintită, pentru a proteja Moscova, patria lor  și întreaga lume.

## Distribuție
Datorită particularităților bugetului filmului, castingul a durat mult. Primul actor confirmat a fost Iakov Sergheevici Kucerevski, care a jucat rolul sergentului Dobrobabin - el a acceptat să joace cu doi ani înainte de startul filmărilor. Ultimul confirmat a fost Aleksei Valentinovici Morozov în rolul instructorului politic Vasili Klocikov cu o zi înainte de începerea filmărilor. Divizia lui Panfilov s-a format în R.S.S. Kazahă, compania includea mulți kazahi, așa că mulți actori cu aspect asiatic au fost necesari în mulțime - echipa lui Șalop i-a căutat prin diaspore naționale din Moscova, Sankt Petersburg și Ivanovo. În general, echipa a fost formată din 360 de participanți, iar în total proiectul a implicat aproape 700 de persoane.
| Actor                        | Rol                                 |
| ---------------------------- | ----------------------------------- |
| Iakov Kucerevski (imagine)   | Ivan Dobrobabin, Sergent            |
| Aleksei Morozov (imagine)    | Vasili Klocikov, instructor politic |
| Serghei Agafonov (imagine)   | Grigori Bezrodnih, Armata Roșie     |
| Aleksandr Ustiugov (imagine) | Ivan Moskalenko, Armata Roșie       |
| Oleg Fiodorov (imagine)      | Grigori Șemîakin, Armata Roșie      |
| Andrei Nekrasov              | Ilarion Vasiliev, Armata Roșie      |
| Nikolai Klîamciuk            | Grigori Petrenko, Armata Roșie      |
| Mihail Pșenko (image)        | Piotr Dutov, Armata Roșie           |
| Dmitri Vitalievici (imagine) | Grigoriy Konkin, Armata Roșie       |
| Anton Paderin (image)        | Pioter Emțov, Armata Roșie          |
| Dmitri Girev (image)         | Iakov Bondarenko, Armata Roșie      |
| Vitali Kovalenko (imagine)   | Ivan Șepetkov, Armata Roșie         |
| Anton Filipenko              | Nikolai Trofimov, Armata Roșie      |
| Amadu Mamadakov (imagine)    | Alikbay Kosaev, Armata Roșie        |
| Azamat Nigmanov (imagine)    | Musabek Sengirbaev, Armata Roșie    |
| Aleksandr Plaksin            | Abram Krîuciov, Armata Roșie        |
| Maksim Belborodov (imagine)  | Dmitrii Kaleînikov, Armata Roșie    |
| Oleg Senchenko               | Gabriil Mitin, Armata Roșie         |
| Pavel Gonciarov (imagine)    | Ivan Natarov, Armata Roșie          |

| Actor                        | Rol                                               |
| ---------------------------- | ------------------------------------------------- |
| Ivan Efremov                 | Nikita Mitchenko, Armata Roșie                    |
| Nikolai Ivanov               | Nikolai Belașev, Armata Roșie                     |
| Vladimir Zaharenko           | Nikolai Maksimov, Armata Roșie                    |
| Dmitri Țutskin               | Nikolai Ananjev, Armata Roșie                     |
| Andrei Bodrenkov (imagine)   | Ivan Șadrin, Armata Roșie                         |
| Askar Tleugobilov (imagine)  | Duishenkul Șopokov, Armata Roșie                  |
| di. Kim Drujinin             | Daniil Kojebergenov, Armata Roșie                 |
| Mark Ovchinnikov             | Dmitrii Timofeev                                  |
| Aleksei Longin               | Pavel Gundilovici, căpitan, comandant de companie |
| Anton Kuznețov (imagine)     | Y.M.Reshetnikov, maior, comandant de batalion     |
| reg. Andrei Șalopa (imagine) | Vasili Ugriumov, locotenent                       |
| Dmitri Sutîrin               | Pîotr Ignatîev, locotenent superior               |
| Ivan Batarev                 | comandant de artilerie                            |
| Nikita Ostrikov              | semnalizator în cartierul general                 |
| Aleksei Kașnikov             | semnalizator                                      |
| Kirill Kuznețov              | observator al batalionului KP                     |
| Lidia Milîuzina              | fată                                              |
| Maksim Abrosimov             | panfilovit                                        |
| Stanislav Lîamțev            |                                                   |

## Filmări

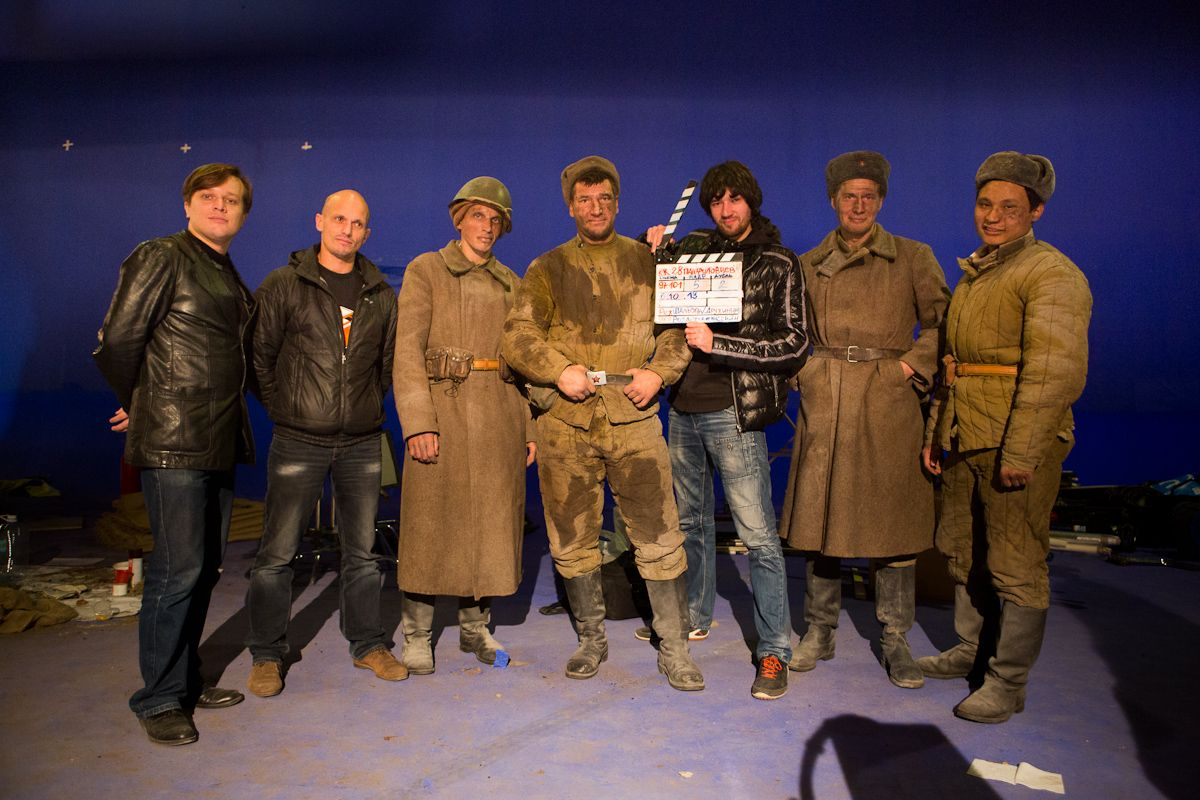
Actori și membri ai echipei filmului, în noiembrie 2013

În procesul de filmare, operatorii de imagine au folosit următoarele documente: storyboardul, scenariul regizorului, tabelul operatorului și schema de luptă cu tancuri. Schema de luptă conținea locul exact al tancurilor și al camerei de filmat în momente diferite, iar tabelul operatorului descria ce tehnică să se folosească în funcție de scene. O astfel de pregătire atentă a permis echipei să lucreze în condiții de iarnă și în zile cu cea mai scurtă perioadă de lumină.
Regizorii au vrut să folosească la minim animația 3D și să surprindă cât mai multe efectele speciale pe aparatul de filmat. Primele experimente pe care le-au efectuat au constat în mutarea cu ajutorul unor frânghii a unor tancuri primitive de jucărie de mărimea unor cutii de chibrituri. Aceste experimente au arătat că utilizarea modelelor miniaturale de tancuri va crea nivelul potrivit de realism.
Ca antreprenor pentru crearea de efecte speciale, a fost ales studioul Scandinava, specializat anterior în reclame și neavând experiență în filme de lungmetraj. Specialiștii de la Scandinava au efectuat experimente de filmări de mare viteză, iar Kim Drujinin și Andrei Șalopa au fost interesați de videoclipul lor „Ulei”, în care o coloană de combustibil lichid se învârtea și se aprindea fără a se folosi animația 3D. Pentru a lucra la acest film, studioul și-a extins personalul de la șase la 28 de persoane.

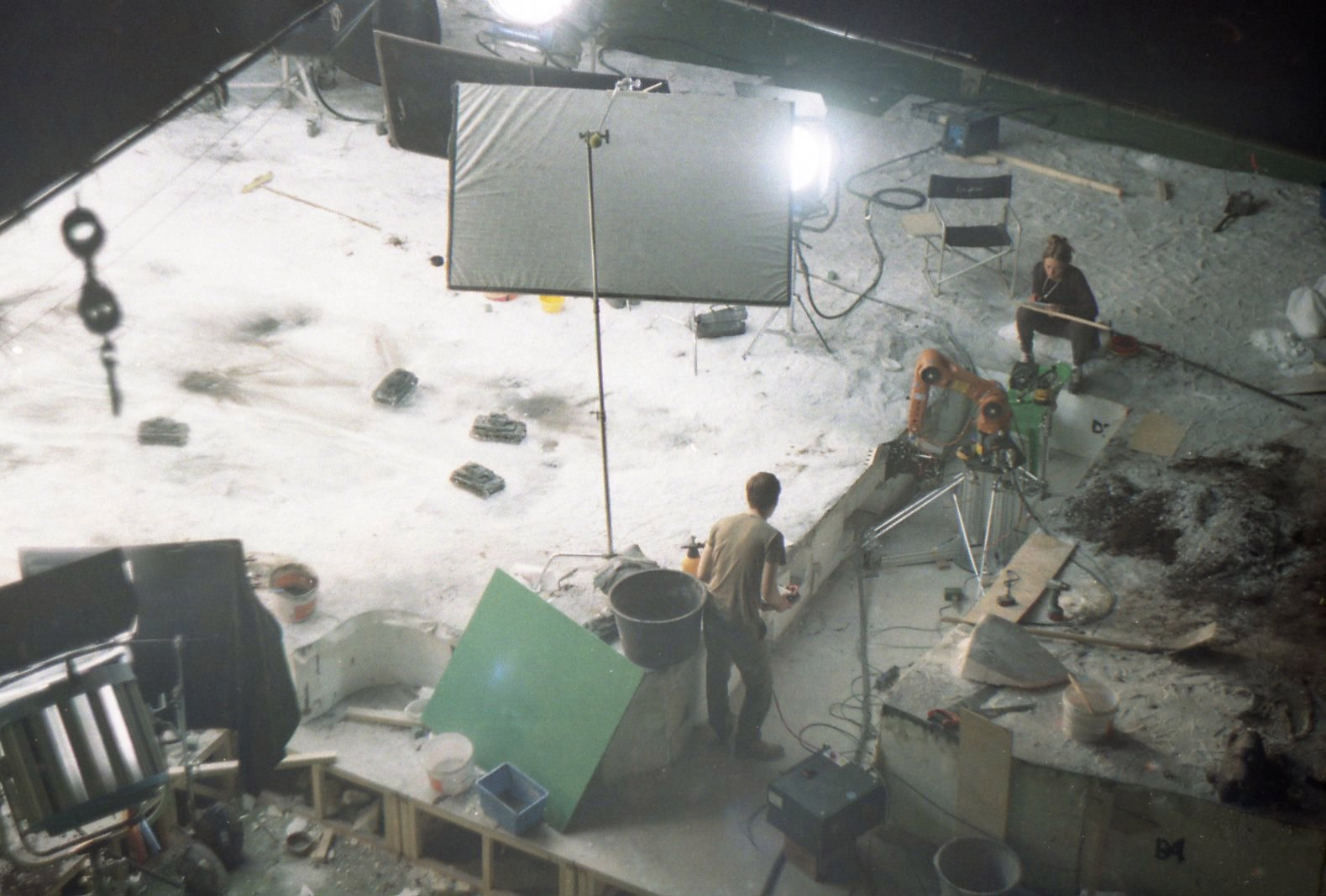
Pavilionul „Lenfilm”. Cei de la Scandinava au recreat câmpul de luptă la scara 1:16

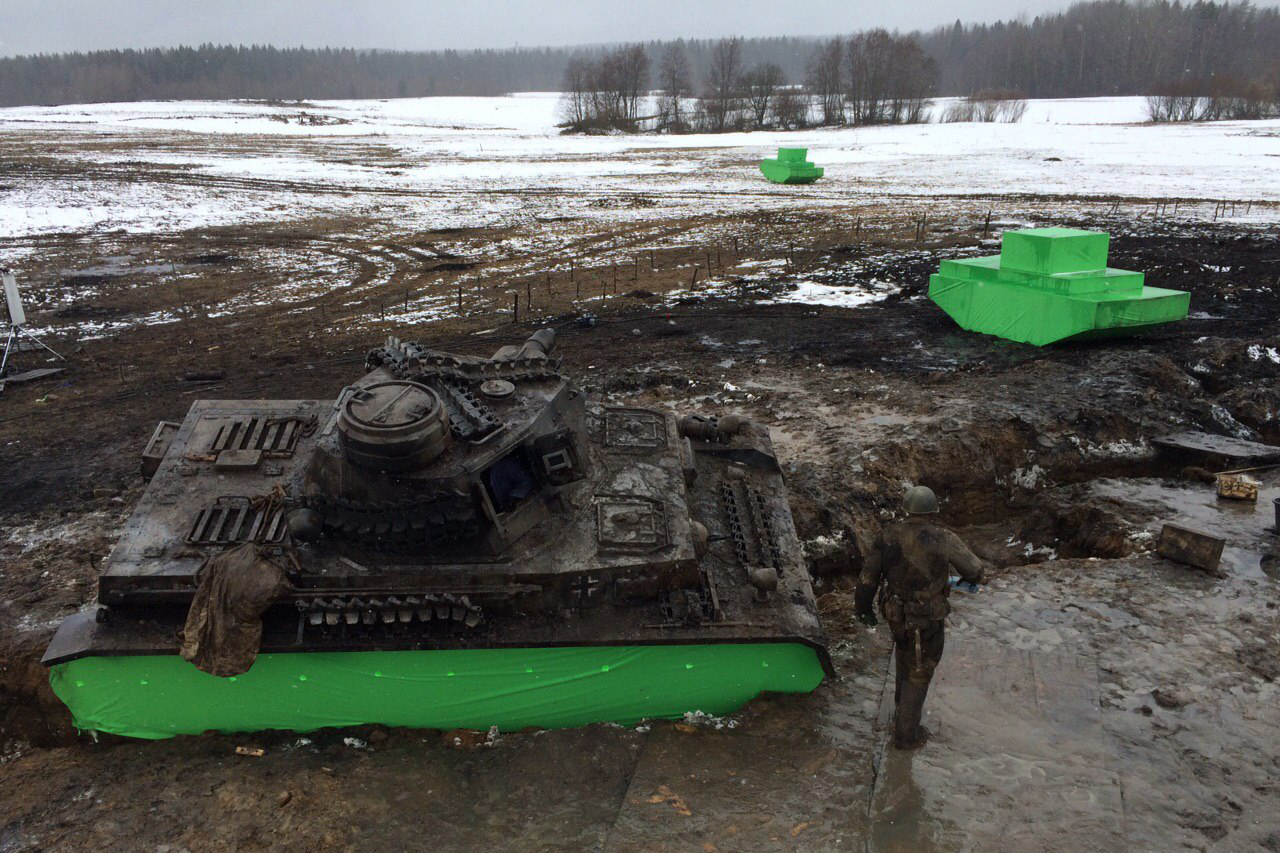
Modele la scară 1: 1

Pentru a crea scene cu soldați și tancuri, specialiștii studioului au folosit vechea tehnologie de combinare a filmării cu efectele speciale. Pe câmpul de luptă s-au folosit modele de tancuri din lemn de dimensiuni mari, acoperite cu pânză verde, pe care lucrători angajați le deplasau în jurul câmpului cu o sanie. Apoi geodezii au făcut măsurători ale peisajului, iar cei de la Scandinava au recreat câmpul de luptă la scara 1:16 în studio și a filmat toate scenele cu modele detaliate de tancuri, micșorate de 16 ori. Pentru a crea o atmosferă de iarnă în film (zăpadă, viscol, cerul în schimbare), consecințele atacurilor (fum, cenușă) și pentru a amplifica tragerile cu arma și unele explozii, Scandinava a decis să nu folosească abordarea tradițională de a utiliza CGI (imagini și sunete generate de computer), în schimb a înregistrat efecte naturale cu camera de filmat. Filmarea în natură, tancurile și efectele speciale naturale au fost asamblate în straturi pe computer într-o singură imagine.
Această abordare a necesitat o anumită tehnică de filmare. Pentru a face ca mișcarea tancului de jucărie să arate ca mișcarea unuia real a fost necesar să se tragă tancul de patru ori mai repede și apoi cadrele înregistrare să fie încetinite. Camera, în consecință, a trebuit să fie mișcată de patru ori mai repede pe teren, ceea ce nu se poate face manual. Așadar, în cadrul filmărilor de pavilion, pentru controlul camerei, operatorii au folosit brațul robotizat KUKA Agilus, furnizat și programat cu ajutorul specialiștilor de la Institutul Rus de Cercetare a Roboticii. Pentru filmări de prim-plan, a fost construită o machetă la dimensiunea completă a tancului PzKpfw IV, a cărei cabină a fost recreată de Lenfilm ca o capsulă separată pe arcuri, ceea ce a făcut posibilă obținerea unor înclinații realiste în timpul filmării. În prezent, macheta este păstrată în Muzeul Istmului Carelia din Vîborg, iar unul dintre modelele mici au devenit parte din colecția regelui Abdullah al II-lea al Iordaniei, care era interesat de film.
A fost filmat în întregime cu aparatul de înregistrat Arri Alexa⁠(d), cu excepția tancurilor, unde din cauza dimensiunii a fost nevoie de un aparat Red Digital Cinema⁠(d). Ca optică, a fost utilizată o lentilă sferică din seria Illumina de la uzina din Sankt Petersburg „LOMO” - conform operatorului, această soluție a permis netezirea efectului imaginii „excesiv de înaltă calitate”, care este inerent tuturor camerelor moderne.
Genericul final al filmului durează aproximativ 20 de minute, în principal datorită faptului că sunt enumerate numele tuturor celor care au contribuit cu fonduri la crearea filmului (35.086 de persoane). De asemenea, o caracteristică a genericului final este că indică orașele natale ale artiștilor și ale membrilor echipei de filmare. Pe de o parte, acest lucru arată că întreaga lume a luat parte la filmări, iar pe de altă parte, este o referință la fraza legendară a instructorului politic Klocikov „Rusia este foarte mare dar nu există loc unde să ne retragem - în spatele Moscovei”.

### Muzică
Sunetul filmului a fost înregistrat și mixat la baza tehnică a studioului Nevafilm. Mihail Kostîlev, renumit pentru coloanele sale sonore pentru jocuri pe calculator, a început să compună muzica filmului. Conform compozitorului, el a căutat să transmită un sentiment de mândrie pentru victoria și isprava soldaților, creând un fundal muzical epic în care drama să fie păstrată. Laitmotivul majorității compozițiilor este tema „Flacără eternă”, pe care Kostîlev a scris-o într-un stadiu incipient al producției filmului. Coloana sonoră a fost înregistrată după mixarea secvenței video, în timp ce la început partitura pentru toate instrumentele a fost înregistrată folosind un editor MIDI. Acest lucru a permis regizorului să aprecieze și evalueze imediat sunetul aproximativ al muzicii, starea de spirit și tempo-ul acesteia. Apoi, folosind un metronom, au fost înregistrate părți individuale de instrument, voce, cor și părți în care a fost implicată întreaga orchestră.
Piesele corale sunt interpretate de vocaliști ai Corului Sinodal din Moscova sub conducerea artistului onorat al Rusiei Aleksei Puzankov, muzicieni instrumentali ai ansamblului de soliști ai Orchestrei Simfonice Academice a Filarmonicii. În 2017, Kostîlev a primit un premiu special, numit după compozitorul Mihail Glinka, la al X-lea Festival de film al actorilor-regizori din toată Rusia „Phoenixul de Aur”.

## Recepție

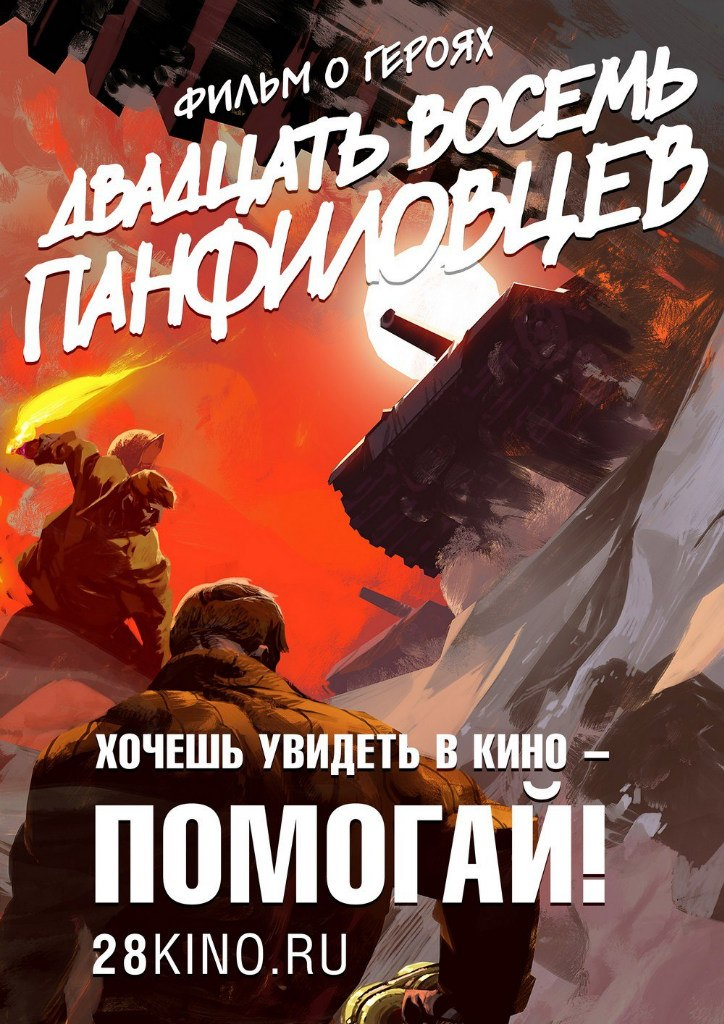
Poster folosit pentru a strânge bani pentru film

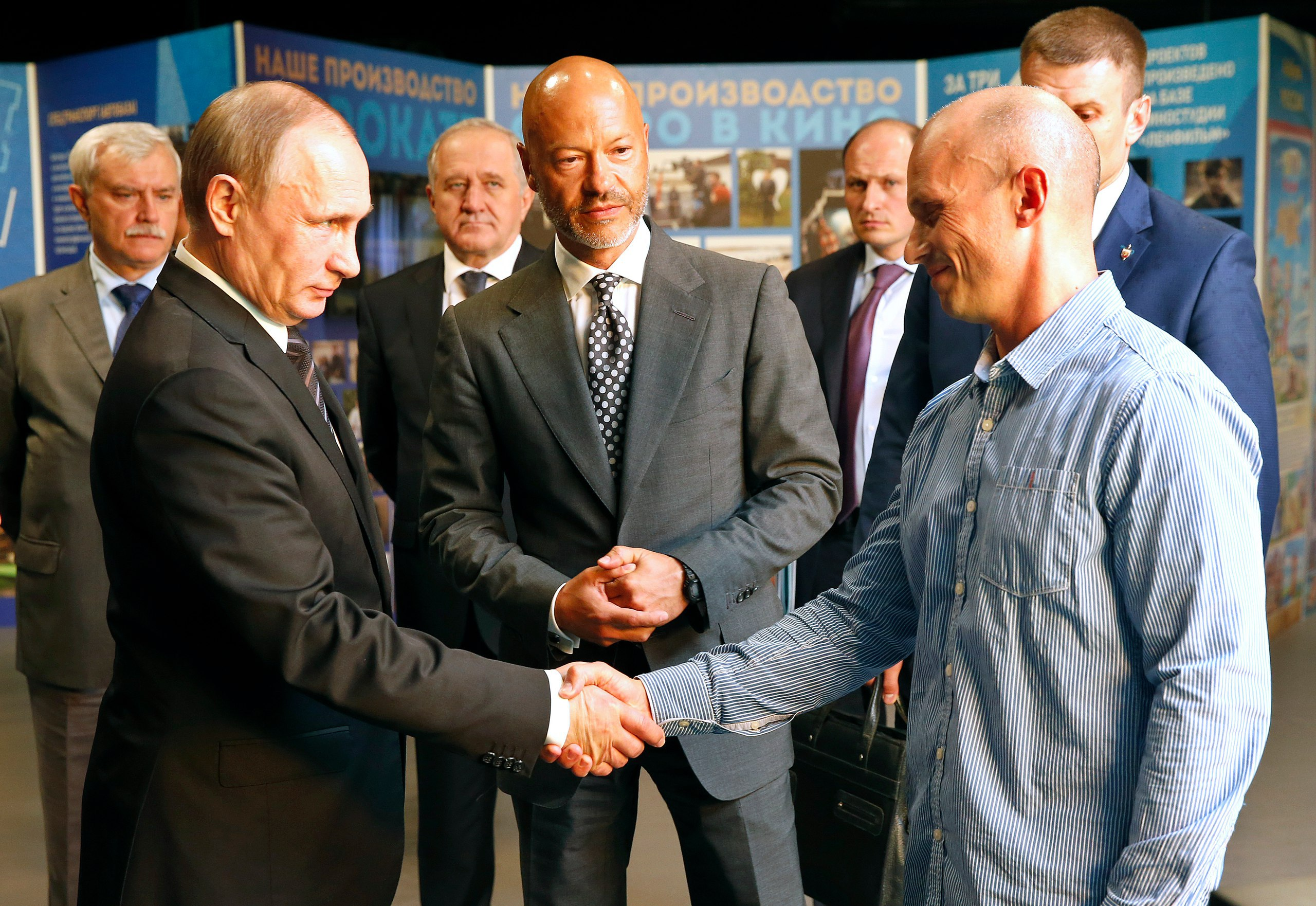
Președintele Vladimir Putin cu scenaristul Andrei Ghennadievici Șalopa la Lenfilm

### Sprijin guvernamental
Pe lângă bugetul său de crowdfunding, filmul a fost produs și cu sprijinul ministerelor de cultură din Rusia și Kazahstan. Ministrul rus al culturii, Vladimir Medinski⁠(d), a lăudat lansarea planificată a filmului, spunând camerei superioare a parlamentului rus că producția reflectă interesul țării pentru filmele patriotice. Făcând referire la criticile privind acuratețea istorică a legendei sovietice care a stat la baza filmului, el a declarat că povestea este „o legendă sacră care nu ar trebui să fie modificată. Oamenii care fac așa ceva sunt niște mizerabili.”
Presa de stat rusă l-a arătat pe președintele Vladimir Putin urmărind filmul împreună cu președintele kazah Nursultan Nazarbaev.

### Box office
Închirierea filmului în Rusia a fost disponibilă în perioada 24 noiembrie - 26 decembrie 2016. Suma totală încasată din vânzarea de bilete în primul weekend a fost de 180.559.249 de ruble. În Rusia și Belarus, la premieră, a pierdut locul 1 doar în fața filmului Animale fantastice și unde le poți găsi.
Potrivit raportului Fondului Cinematografic, în a 48-a săptămână (din 24 până în 30 noiembrie), cinematografele rusești au fost vizitate de 3,4 milioane de spectatori, dintre care fiecare al patrulea spectator a ales „Cei 28 ai lui Panfilov”, iar încasările au ajuns la 209,8 milioane de ruble. Fondul a afirmat că procentul spectatorilor la proiecțiile de dimineață și după-amiază a fost la nivelul celei de seară. Astfel, filmul a atras un public larg - și spectatori adulți, dar și școlari și studenți. În total, până la 30 noiembrie, în Rusia a fost proiectat de 36.616 de ori, cu un total de 878.944 de spectatori. Încasările în Kazahstan s-au ridicat la 61,3 milioane de tenge kazahe.
La 26 decembrie, filmul a fost disponibil pentru cumpărare în magazinele online, iar la 27 ianuarie 2017 a fost lansat pe DVD și Blu-ray. Până la jumătatea lunii ianuarie, încasările de box office au ajuns la aproximativ 366,6 milioane de ruble în Rusia, iar în toate țările CSI filmul a adunat 385 de milioane de ruble.

## Galerie de imagini

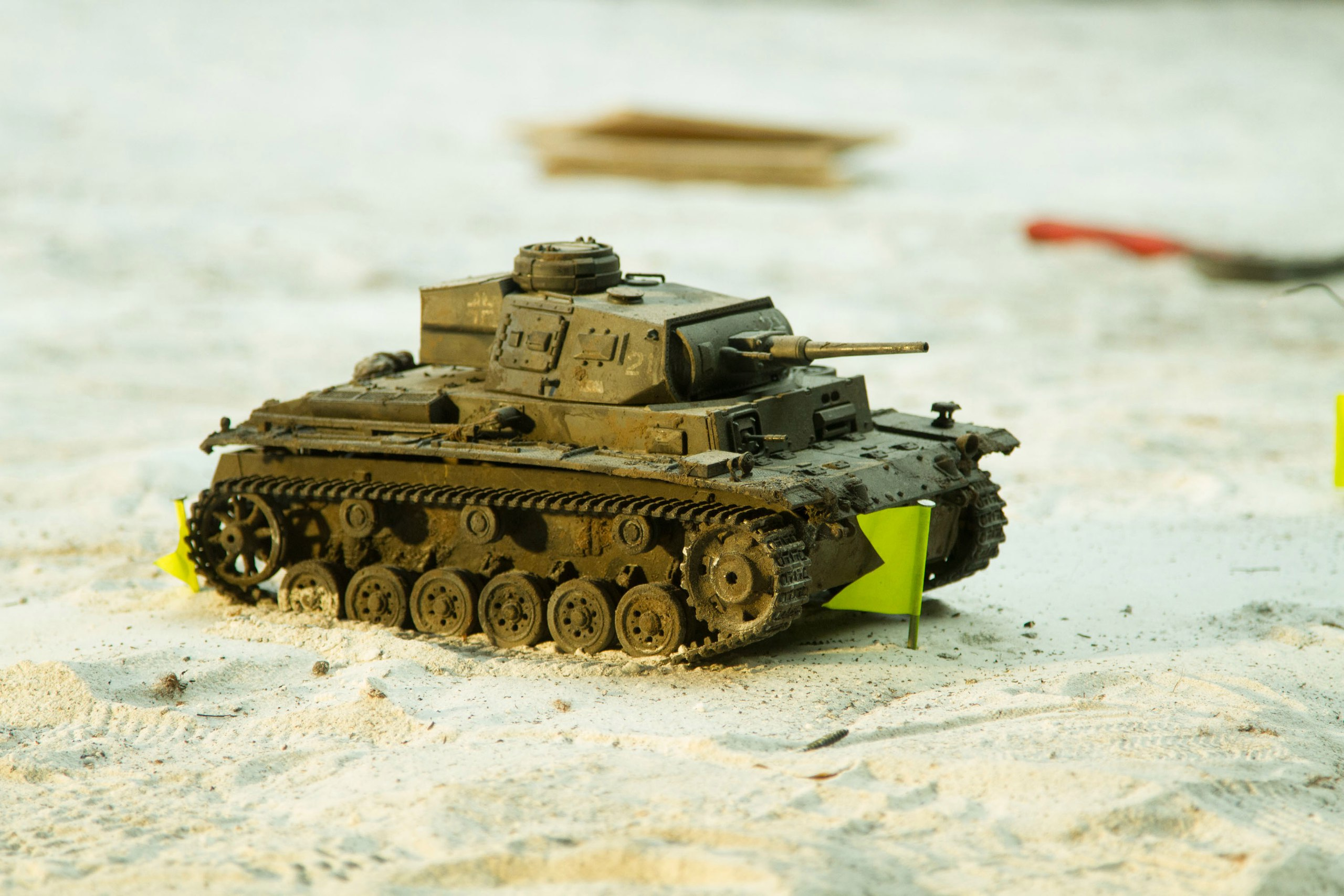
Model de tanc
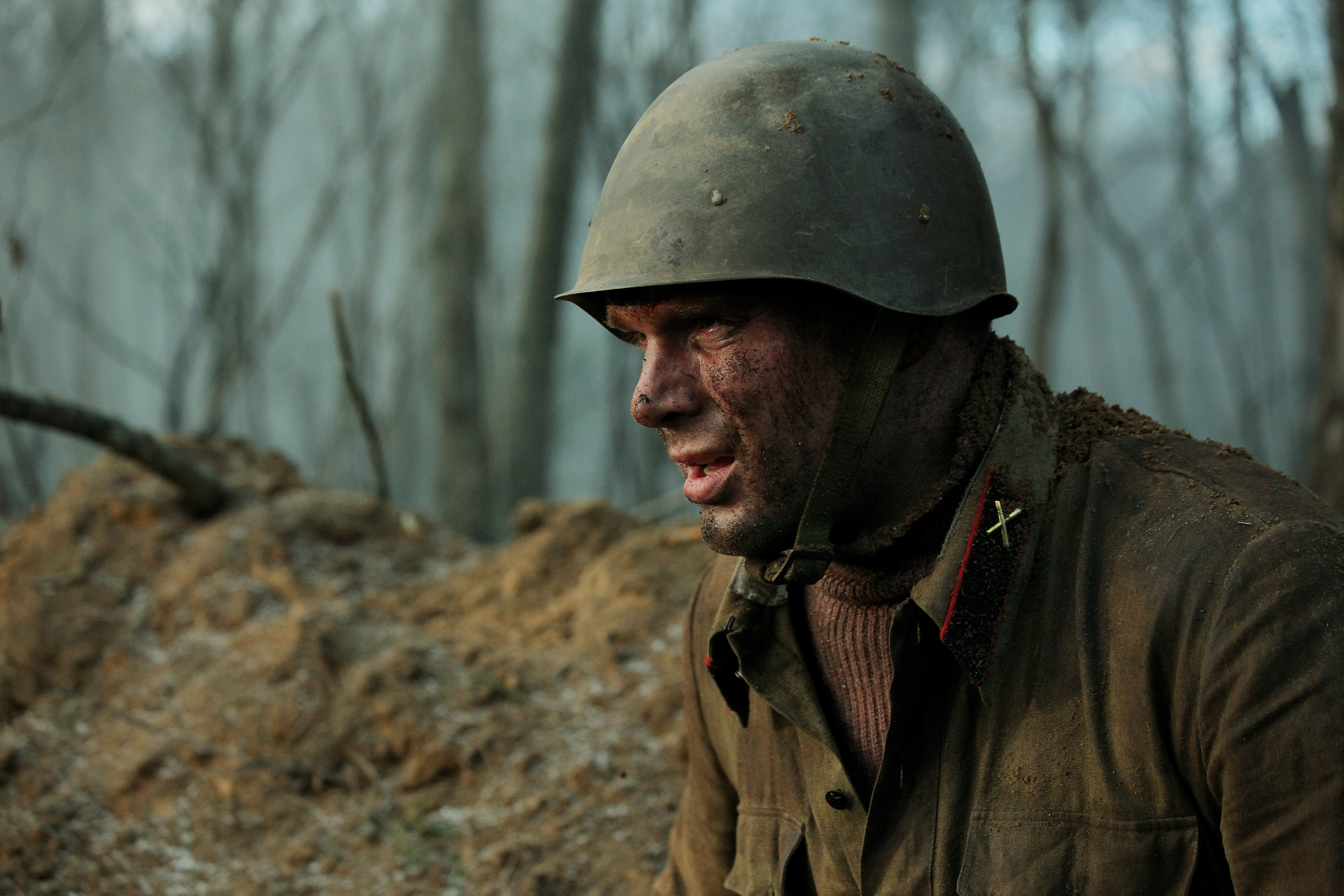
Artilerist
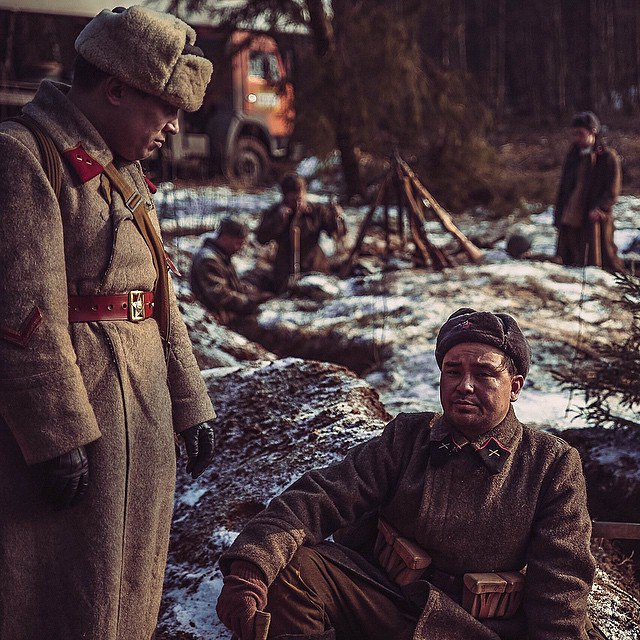
Irincheev și Kokin
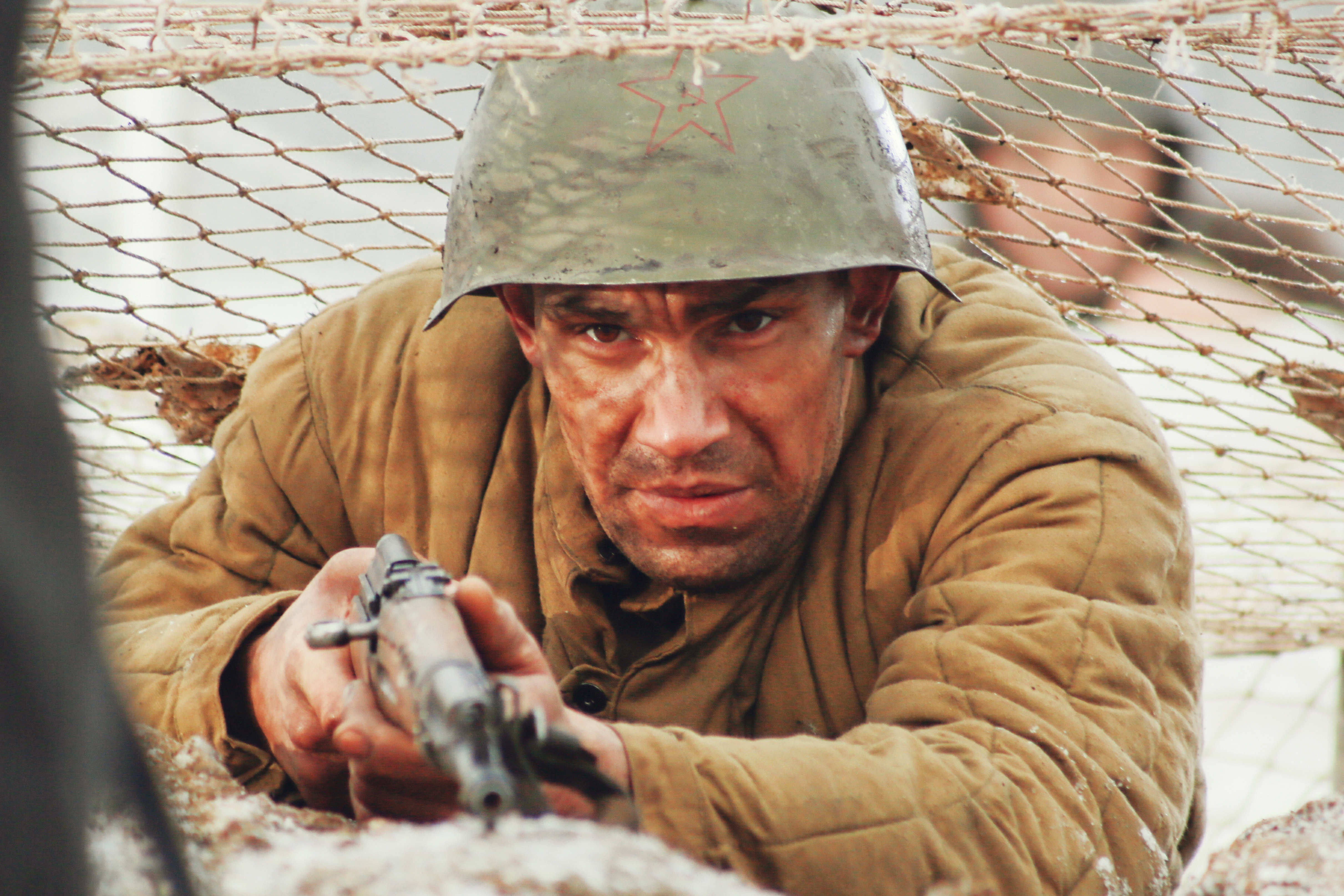
Girev Dmitriy
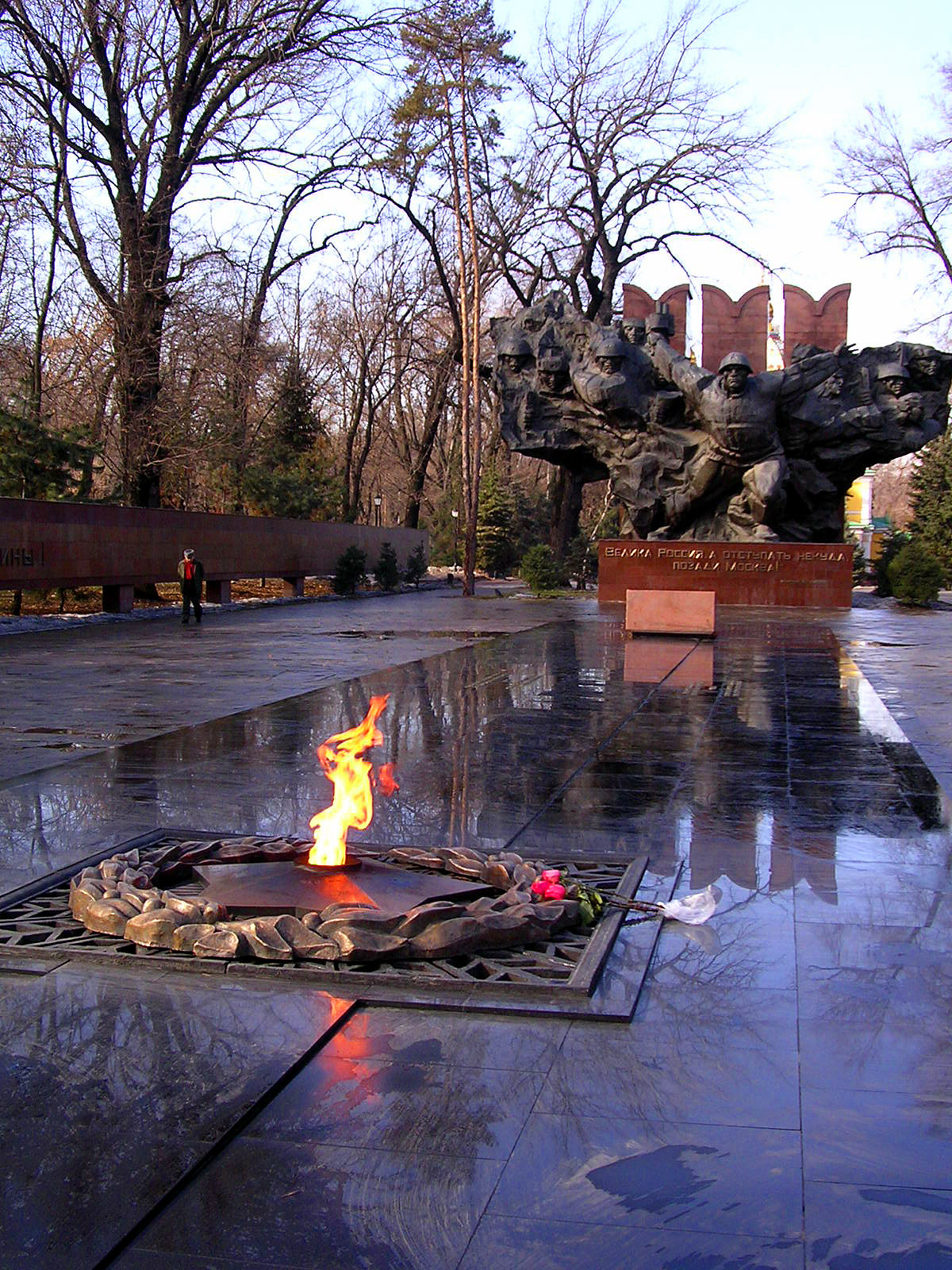
Monument al panfiloviților în Almatî care apare pe genericul de final
Distrugerea trupelor germane la Volokolamsk. Săgețile roșii și, respectiv, albastre au marcat înaintarea Grupurilor 1 și 2 de luptă ale Diviziei 2 Panzer. Linia punctată indică linia aproximativă a frontului: roz: poziția inițială; violet: după bătăliile din 16 noiembrie; albastru: după bătăliile din 17 noiembrie